# Unciola inermis
Unciola inermis är en kräftdjursart som beskrevs av Robert Alan Shoemaker 1945. Unciola inermis ingår i släktet Unciola och familjen Aoridae. Inga underarter finns listade i Catalogue of Life.